# Uzel
 Uzel (bretó: Uzel) és un municipi bretó, situat al departament de Costes del Nord. L'any 2006 tenia 990 habitants.

## Demografia
| 1962                                       | 1968 | 1975 | 1982 | 1990 | 1999 |
| ------------------------------------------ | ---- | ---- | ---- | ---- | ---- |
| 857                                        | 899  | 926  | 990  | 943  | 897  |
| Des de 1962: població sense dobles comptes |      |      |      |      |      |

## Administració
| Període | Identitat         | Partit |
| ------- | ----------------- | ------ |
| 2001-   | Pierre Le Helloco |        |